# Línea 437 (MetroBus Valencia)
La línea 437 de la red de autobuses metropolitanos de Valencia (MetroBus) une Cortes de Pallás con Buñol.

## Características
Fue puesta en servicio el 27 de diciembre de 2024.
Esta línea une Cortes de Pallás con Buñol, en un trayecto de 1 hora de duración.
La línea mantiene los mismos horarios todo el año (exceptuando las vísperas de festivo y festivos de Navidad), tan sólo operando de lunes a sábados laborables. No presta servicio domingos y festivos.
Es operada por Autocares Buñol.

## Horarios
| Lunes a viernes laborables | Lunes a viernes laborables | Sábados laborables       | Sábados laborables       |
| Cortes de Pallás > Buñol   | Buñol > Cortes de Pallás   | Cortes de Pallás > Buñol | Buñol > Cortes de Pallás |
| 06:30                      | 13:05                      | 08:30                    | 13:00                    |
| 14:05                      | 21:05                      |                          |                          |

## Recorrido y paradas

### Sentido Buñol
| Denominación              | Líneas de la parada          | Municipio        | Cercanías |
| ------------------------- | ---------------------------- | ---------------- | --------- |
| Constitución, 2           | 437                          | Cortes de Pallás |           |
| Alameda el Oro frente 128 | 437                          | Cortes de Pallás |           |
| País Valenciano 1         | 432A 432B 435A 435B 435C 437 | Macastre         |           |
| Hoya 13                   | 433B 437                     | Buñol            |           |
| Beltrán Báguena frente 6  | 433A 433B 435A 435B 435C 437 | Buñol            |           |
| Ruiz Pons frente 29       | 433A 433B 435A 435B 435C 437 | Buñol            |           |
| Blasco Ibáñez 20          | 433A 433B 435A 435B 435C 437 | Buñol            | Buñol     |

### Sentido Cortes de Pallás
| Denominación              | Líneas de la parada     | Municipio        | Cercanías |
| ------------------------- | ----------------------- | ---------------- | --------- |
| Blasco Ibáñez 20          | 433A 433B 435A 435B 437 | Buñol            | Buñol     |
| Ruiz Pons 29              | 433A 433B 435A 435B 437 | Buñol            |           |
| Beltrán Báguena 4         | 433A 433B 435A 435B 437 | Buñol            |           |
| Hoya 28                   | 433B 437                | Buñol            |           |
| País Valenciano 1         | 432A 432B 435A 435B 437 | Macastre         |           |
| Alameda el Oro frente 128 | 437                     | Cortes de Pallás |           |
| Constitución, 2           | 437                     | Cortes de Pallás |           |